# Grace Carter
Grace Carter, född 10 augusti 1989 i Nottingham i Storbritannien, är en volleybollspelare (center).
Carter debuterade i Storbritanniens landslag 2007. På klubbnivå har hon spelat huvuddelen av sin karriär i Frankrike och var lagkapten för både Saint-Cloud Paris Stade Français och Quimper Volley.